# Alberto Ostini
Alberto Ostini (Cantù, 11 maggio 1968) è un fumettista e sceneggiatore italiano.

## Biografia
Sceneggiatore e docente di Teoria della sceneggiatura all'Accademia Nazionale d'Arte Drammatica "Silvio d'Amico" di Roma, al "Master in Cinema digitale e produzione televisiva" dell'Università Cattolica di Milano e alla University of Malta
Laureato in Filosofia all'Università Cattolica del Sacro Cuore di Milano, con una tesi sul cinema di Nanni Moretti. Nei primi anni novanta, in coppia con Stefano Piani con lo pseudonimo di "Tike", lavora come vignettista satirico per alcune pubblicazioni periodiche, tra cui Cuore.
Nel 1994 entra nello staff della Sergio Bonelli Editore scrivendo, insieme a Piani, il numero 54 della serie Nathan Never intitolato Bauhaus Killer. Da allora realizza come sceneggiatore oltre sessanta episodi per le testate di Dylan Dog, Nathan Never, Legs Weaver, Universo Alfa (di cui ha ideato la collana Sezione Eurasia), Napoleone, Dampyr e Greystorm.
Dal 2001 al 2005 è docente, con Antonio Serra, del seminario di Sceneggiatura per fumetti per la Scuola Holden di Torino, realizzando per gli stessi anche un corso di sceneggiatura on line.
Dal 2008 inizia a scrivere per la televisione sceneggiando tre episodi della seconda stagione di Rex (Affari di famiglia; La mamma è sempre la mamma; Il colore del silenzio) e due della tredicesima (Un caso freddo e, con Stefano Piani, L'ululato).
Nel 2009 ha scritto insieme a Stefano Piani, il TV-Movie dal titolo: Gli occhi dell'assassino
Sempre con Stefano Piani, ha scritto nel 2012 altri tre TV-Movie: Vite in ostaggio (con Kevin Sorbo, Jane Alexander, Antonio Cupo) e Omicidio su misura (con Rob Estes e Ana Caterina Morariu), entrambi diretti da Lamberto Bava e Sotto protezione (con Adriano Giannini e Katrina Law, regia di Edoardo Margheriti).
I tre film TV fanno parte di un'unica serie, trasmessa su Canale 5, dal titolo: Sei passi nel giallo.
Nel 2014, con lo pseudonimo di Cosmo Brown, ha scritto insieme al regista svizzero Fulvio Bernasconi il mockumentary Operazione Lombardia prodotto e trasmesso dalla RSI – Radiotelevisione della Svizzera Italiana.
Successivamente ha realizzato una serie in sette puntate per Mediaset, di cui è autore insieme a Stefano Piani, dal titolo I segreti di Borgo Larici. La serie – che vede come protagonisti fra gli altri, Giulio Berruti, Serena Iansiti e Adalberto Maria Merli – è ambientata in Piemonte, nel 1922 alla vigilia della marcia su Roma, ed è stata trasmessa da Mediaset a partire dal gennaio 2014.
È inoltre coautore di Scrivere per la tv: la fiction, lezione del corso di scrittura "io.scrivo" del Corriere della Sera (2011), nonché curatore del volume Dylan Dog - Indocili sentimenti, arcane paure (1998) pubblicato da EuresisEdizioni.
A luglio 2013 è uscito per le edizioni Io scrittore il suo primo romanzo dal titolo Nika.
Nel marzo 2016 esce il Dylan Dog Magazine 2 con due storie a fumetti scritte da Ostini per i disegni di Paolo Bacilieri (col quale aveva già collaborato su Napoleone) e Luca Genovese. Dal 2017 al 2019 continua a scrivere entrambe le storie di Dylan Dog Magazine, passando poi alla collana Dylan Dog Old Boy.
Nell'ottobre del 2019 per i tipi di Alchemilla esce il primo di una serie di volumi dedicati ai più piccoli dal titolo Artoo&Margherita e l'angelo apprendista, scritto con Francesca Gentile, illustrato da Viviana Spreafico e incentrato su un dipinto di Paul Klee. Nel febbraio 2022 viene pubblicato La meraviglia del buio, secondo volume iillustrato della serie che prende spunto dalle osservazioni dei bambini su un dipinto di Vassily Kandinsky.
A luglio 2022 esce La cautela dei cristalli, prima graphic novel a tema sentimentale edita da Sergio Bonelli Editore per i disegni di Anna Lazzarini
Nel novembre dello stesso anno esce Dampyr (film), tratto dall'omonimo fumetto della Sergio Bonelli Editore di cui ha firmato la sceneggiatura insieme a Giovanni Masi e Mauro Uzzeo.